# Решетов, Игорь Владимирович
И́горь Влади́мирович Ре́шетов (род. 29 мая 1964, пос. Купянск-Узловой, Харьковская область, УССР, СССР) — российский учёный, хирург-онколог, член-корреспондент РАМН (2004), академик РАН (2016).Лауреат Премии Правительства РФ (дважды 1996, 2018 гг.) Лауреат Государственной премии РФ в области науки и технологий (2020).

## Биография
Родился 29 мая 1964 года в пос. Купянск-Узловой Харьковской области.
В 1981 году окончил школу с золотой медалью. В 1987 году окончил 2-й Московский медицинский институт имени Н. И. Пирогова.
С 1987 года по настоящее время работает в Московском научно-исследовательском онкологическом институте имени П. А. Герцена, с 1991 года — руководитель клиники микрохирургии института.
В 1992 году защитил кандидатскую диссертацию «Венозный шунт при эзофагогастропластике у больных раком пищевода», в 1997 году — докторскую диссертацию «Методические аспекты микрохирургической аутотрансплантации тканей у онкологических больных».
C 2003 года заведует кафедрой онкологии с курсом реконструктивно-пластической хирургии ГОУ ИПК ФМБА.
С 2014 года по 2019 год — заведующий кафедрой пластической хирургии института профессионального образования Первого Московского государственного медицинского университета имени И. М. Сеченова,.
С 2019 года по настоящее время — директор института кластерной онкологии им. Л. Л. Левшина ПМГМУ им. И. М. Сеченова, заведующий кафедрой онкологии, радиотерапии и реконструктивной хирургии института клинической медицины им. Н. В. Склифосовского ПМГМУ им. И. М. Сеченова
20 февраля 2004 года избран членом-корреспондентом РАМН, 27 июня 2014 года стал членом-корреспондентом РАН (в рамках присоединения РАМН и РАСХН к РАН).
28 октября 2016 года избран академиком РАН (Отделение медицинских наук РАН).

## Научная деятельность
Ведущий хирург-онколог России в области головы и шеи.
Автор 74 патентов и изобретений и 600 печатных работ, опубликованных в России и за рубежом, в том числе:
- монография-атлас «Пластическая и реконструктивная микрохирургия в онкологии»;
- первая монография в России и вторая в мире по реконструктивной онкомикрохирургии;
- книга «Опухоли головы и шеи : технологии диагностики, лечения, реконструкции»
- главы книг: «Избранные лекции по онкологии», «Ошибки в клинической онкологии», «Первично-множественные злокачественные опухоли».

### Научно-организационная деятельность
- член Совета Российского фонда фундаментальных исследований[4];
- член Совета при Президенте Российской Федерации по науке и образованию (2012—2013)[5];
- член президиума РАН, заместитель академика-секретаря отделения медицинских наук РАН, председатель секции клинической медицины.
- исполнительный директор некоммерческого партнерства специалистов по опухолям головы и шеи России;
- председатель Общероссийской общественной организации Федерация специалистов по лечению заболеваний органов головы и шеи. Член правления и один из основателей Общества Реконструктивных, Пластических и Эстетических хирургов России, Всемирного общества челюстно-лицевых хирургов, Международной ассоциации челюстно-лицевых хирургов, Европейского общества хирургов-онкологов, Российского отделения Международной конфедерации пластических хирургов, действительный член других Российских и Зарубежных научных обществ;
- заместитель главного редактора журнала «Онкохирургия», заместитель главного редактора журнала «Анналы пластической, реконструктивной и эстетической хирургии».
- главный редактор журнала «Голова и шея/ Head and Neck»

## Семья[2]
- Жена — Людмила Михайловна Решетова (1963)
- Дочь — Ольга Игоревна Решетова-Воропаева (1987)
- Дочь — Алена Игоревна Решетова (1989)
- Сын — Святогор Игоревич Решетов (2011)
- Сын — Дмитрий Игоревич Решетов (2013 год)

## Награды
- Премия Правительства Российской Федерации в области науки и техники (в составе группы, за 1996 год) — за работу «Микрохирургическая аутотрансплантация органов и тканей в лечении и реабилитации онкологических больных»[6]
- Премия за лучший доклад Европейского общества Онкохирургов (г. Венеция) (2006)
- Золотая медаль Международного салона по патентам (г. Женева) (2006)
- Благодарность мэра г. Москвы (2007)
- Премия РАМН по онкологии имени Н. Н. Блохина (2007)
- Грамота Министра Здравоохранения РФ (2009)
- Медаль Ивана Калиты Московской области (2010)
- Золотая медаль Британского института патентов и изобретений (British Invention Show) (2013)
- Золотой крест ФМБА России (2018)
- Нагрудный знак Отличник здравоохранения МЗ РФ (2018)
- Премия Правительства Российской федерации в области науки и техники (в составе группы за 2018 год) — за работу « Научное обоснование разработку и внедрение в клиническую практику современных эффективных и результативных методов реабилитации больных с социально значимыми стоматологическими заболеваниями».
- Государственная премия РФ за 2020 год по науке и технологиям за создание фундаментального междисциплинарного биомедицинского подхода к лечению, реконструкции и реабилитации при опухолях головы и шеи (в соавторстве с Е. Л. Чойнзоновым и С. И. Абакаровым)